# Borstel (Schleswig-Holstein)
Pour les articles homonymes, voir Borstel.
Borstel est une commune allemande du Schleswig-Holstein, située dans l'arrondissement de Segeberg, en Allemagne. Elle fait partie de l'Amt Bad Bramstedt-Land (« Bad Bramstedt-campagne ») qui regroupe 14 communes entourant la ville de Bad Bramstedt. Borstel en est la commune la moins peuplée.

## Personnalités liées à la ville
- Theodor Rehbenitz (1791-1861), peintre né à Borstel.